# Diecezja Goiás
Diecezja Goiás (łac. Dioecesis Goiasensis; port. Diocese de Goiás) – jedna z 214 diecezji obrządku łacińskiego w Kościele katolickim w Brazylii w stanie Goiás ze stolicą w (mieście) Goiás. Erygowana 6 grudnia 1745 brewe Candor lucis aeternae przez Benedykta XIV jako prałatura terytorialna. Ustanowiona diecezją 15 lipca 1826 konstytucją apostolską przez Leona XII. Biskupstwo jest sufraganią archidiecezji Goiânia oraz należy do regionu kościelnego Centro-Oeste. 18 listopada 1932 bullą papieską Piusa XI została podniesiona do rangi archidiecezji; jednakże 26 marca 1956 po utworzeniu archidiecezji Goiânia została zredukowana (z powrotem) do rangi diecezji.

## Biskupi
- Biskup diecezjalny: bp Jeová Elias Ferreira (od 2020)
- Biskup senior: bp Eugène Rixen (od 2020)